# La Farola de Málaga

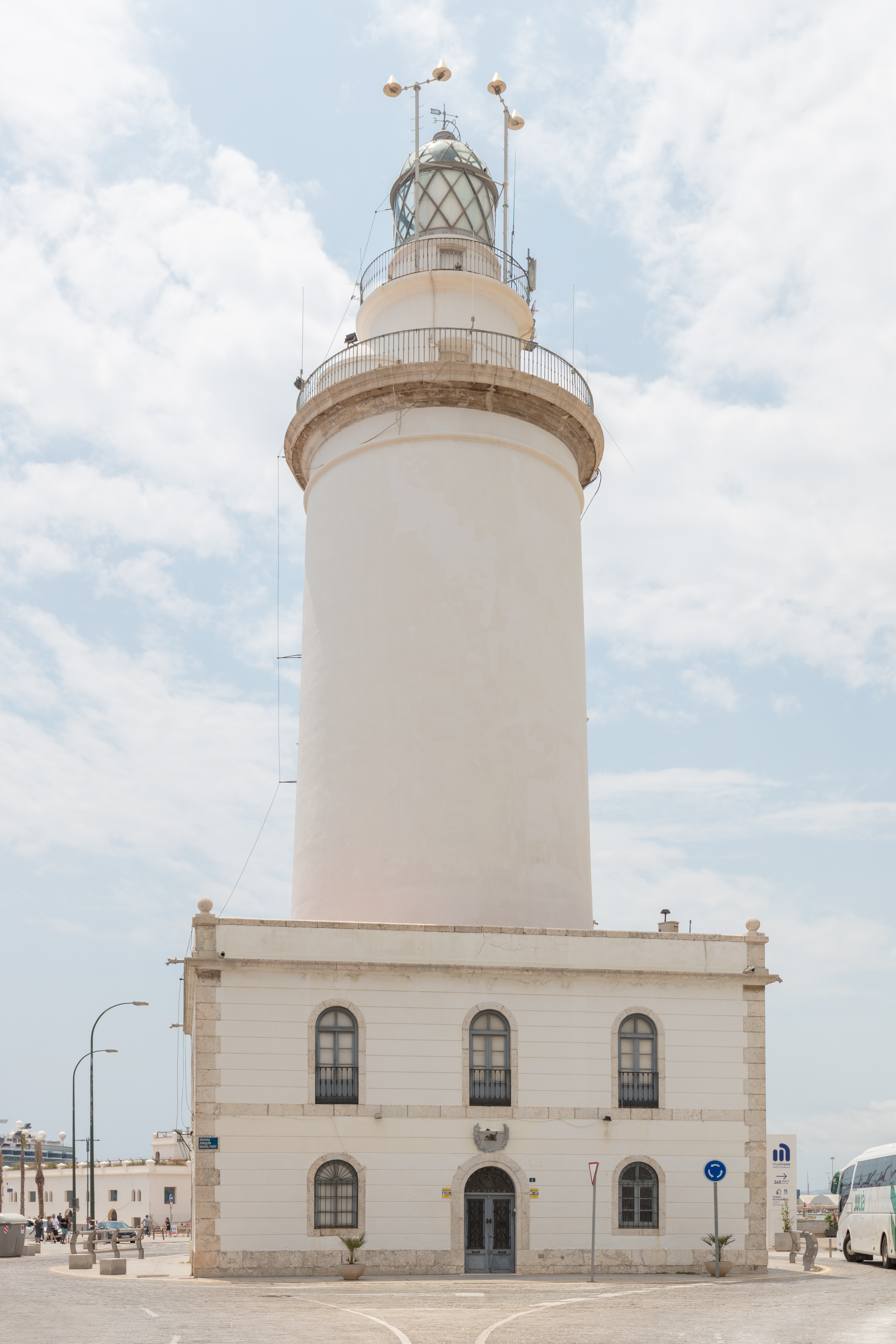
Detalle.

La Farola es un faro situado en la ciudad española de Málaga, en la comunidad autónoma de Andalucía. Obra del ingeniero Joaquín María Pery y Guzmán, su construcción comenzó en 1813 y finalizó en 1817, estando entonces situado en la entrada del Puerto de Málaga. La Farola de Málaga constituye un símbolo de la ciudad y da nombre al paseo marítimo donde se encuentra.

## Historia
Durante un siglo entero existió en el mismo espacio urbano una linterna de madera que cumplía con las funciones de un faro y que diseñó en 1717 el ingeniero francés Bartolomé Thurus.
El terremoto de Andalucía de 1884, que afectó a la ciudad de Málaga, dejó inoperativos los mecanismos luminosos del faro, reparándose en 1885 los destrozos técnicos sufridos. Entre 1853 y 1858 se le añadió en la base un módulo de una planta de altura destinado a vivienda del farero. Entre 1913 y 1915 se amplió la vivienda del farero y se reformó la base añadiéndole un piso más que le da la fachada original actual. En 1913 se reformaron los mecanismos de la óptica de nuevo. En estos trabajos participaron el ingeniero Mauro Serret en los cálculos y la casa Julius Pintsch AG antes Bauklempnerei fundada por Carl Friedrich Julius Pintsch (1815-1884) de Alemania en los mecanizados, quedando la característica de 31 destellos, que se conserva en la actualidad. En mayo de 1916, se instaló un basamento de flotador bañado en mercurio fabricado en Madrid por la Sociedad Española de Construcciones Metálicas. 
Durante la guerra civil española, el 28 de agosto de 1936, la Farola de Málaga se apagó por orden de la Comandancia de Marina, todavía a las órdenes de la República, pues su silueta servía de referencia a la artillería naval y a la aviación del Ejército sublevado. El Comité Central de la Flota Republicana ordenó que se pintara de color tierra, con manchones oscuros y claros para camuflarla. Pese a ello, sufrió serios daños durante el conflicto bélico, a causa de la cual tuvo que ser reconstruido en 1939. 
A finales del siglo XX, debido a las obras de ampliación del perímetro funcional del puerto, La Farola ha quedado situada en medio del recinto portuario. Debajo de La Farola se construirá un aparcamiento, mientras que el faro está llamado a ser acondicionado para alojar el futuro Museo del Puerto de Málaga, cuya apertura está prevista para 2018.
En 2023 fue declarado bien de interés cultural, con la categoría de monumento.